# Добегнев
Добегнев (пол. Dobiegniew, нем. Woldenberg) — город в Польше, входит в Любушское воеводство, Стшелецко-Дрезденецкий повят. Имеет статус городско-сельской гмины. Занимает площадь 5,69 км². Население — 3189 человек (на 2004 год).

## История
8 февраля 1945 года недалеко от города приземлился самолет группы Девятаева

## Фотографии
- Костёл
- Памятник